# David Castillo (actor)
David Castillo Martínez (Fuenlabrada, 16 de octubre de 1992) es un actor y poeta español.

## Biografía
Su carrera como actor comenzó a la edad de siete años en el mundo de la publicidad y de allí pasó a intervenir en series de televisión como Hospital Central (2003), donde tuvo un papel episódico. Al año siguiente, apareció en Ana y los 7 y en la serie Manolito Gafotas, basada en el personaje homónimo de Elvira Lindo, dando vida a Yihad, un personaje fijo, durante trece capítulos. El salto a la gran pantalla también tuvo lugar en el año 2004 con un papel en el El séptimo día de Carlos Saura y otro de mayor importancia en Cachorro donde interpretaba a Bernardo, un niño de nueve años que tiene que convivir con su tío homosexual.
En el año 2005, entró a formar parte del reparto de la serie Aída.  En ella interpretó a Jonathan García, el menor de los hijos de Aída García, que transitó los límites de la delincuencia juvenil en el barrio marginal de Esperanza Sur.
A partir del año 2011 empezó a dirigir su carrera hacia los escenarios y actuar en obras teatrales, como Münchhausen, Naturaleza muerta en una cuneta (2012-2013) o Emilia (2014). En esta última interpreta a Leo, el pequeño de la familia que intenta que todo este en su sitio. En 2015 fue seleccionado para formar parte de la Joven Compañía Nacional de Teatro Clásico.
En 2018 se incorpora al elenco de la 7.ª temporada de Amar es para siempre , interpretando a Miguel, un dibujante tímido e introvertido. Castillo también protagonizó la miniserie de drama bélico Los nuestros 2 (transmitida en 2019 por Telecinco), interpretando a 'Ray Izquierdo', un cabo encargado de las comunicaciones de la unidad BRIPAC retratada. Más tarde participó en el drama de acción medieval El Cid, lanzado en Amazon Prime Video en 2020, interpretando el papel del escudero Lisardo. En octubre de 2020 se unió al rodaje de la miniserie Besos al aire, ambientada en el encierro de COVID-19.

## Teatro
| Año         | Título                                    | Papel         | Director          |
| ----------- | ----------------------------------------- | ------------- | ----------------- |
| 2011        | Münchhausen                               | Nik           | Salva Bolta       |
| 2012 - 2013 | Naturaleza muerta en una cuneta           | Ángel         | Adolfo Fernández  |
| 2014        | Emilia                                    | Leo           | Claudio Tolcachir |
| 2015        | Joven Compañía Nacional de Teatro Clásico |               |                   |
| 2018        | Lulú                                      | Abelardo      | Luis Luque        |
| 2021        | Run                                       |               | José Padilla      |
| 2022        | Retorno al hogar                          | Joey          | Daniel Veronese   |
| 2025        | Mihura, el último comediógrafo            | Miguel Mihura | Beatriz Jaén      |

## Cine
| Año  | Título                    | Papel           | Dirección            |
| ---- | ------------------------- | --------------- | -------------------- |
| 2004 | Cachorro                  | Bernardo        | Miguel Albaladejo    |
| 2004 | El séptimo día            | Niño incendio   | Carlos Saura         |
| 2006 | Cámping                   |                 | Lluís Arcarazo       |
| 2010 | El diario de Carlota      | Sergio          | José Manuel Carrasco |
| 2011 | Torrente 4: Lethal Crisis | El Chancletas   | Santiago Segura      |
| 2022 | Bajo el mismo sol         | Lázaro          | Ulises Porra         |
| 2026 | Aída y vuelta             | Jonathan García | Paco León            |

### Cortometrajes
| Año  | Título                  | Papel | Dirección            |
| ---- | ----------------------- | ----- | -------------------- |
| 2008 | Cincuenta barras de pan | Keko  | Álvaro Aránguez      |
| 2010 | @Wendy                  | Peter | Mariano Jiménez      |
| 2016 | Vida en Marte           | Luis  | José Manuel Carrasco |
| 2016 | Bicho Raro              | David | Laura de la Isla     |

## Televisión
| Año         | Serie                      | Cadena              | Papel                  | Notas         |
| ----------- | -------------------------- | ------------------- | ---------------------- | ------------- |
| 2003        | Hospital Central           | Telecinco           | Alberto                | 1 episodio    |
| 2004        | Ana y los siete            | La 1                | Portero de una fiesta  | 1 episodio    |
| 2004        | Manolito Gafotas           | Antena 3            | Yihad                  | 13 episodios  |
| 2005 - 2014 | Aída                       | Telecinco           | Jonathan García García | 229 episodios |
| 2006        | Supervillanos              | laSexta             | Rem                    | 40 episodios  |
| 2018        | Arde Madrid                | Movistar+           | Invitado a la fiesta   | 1 episodio    |
| 2018 - 2019 | Amar es para siempre       | Antena 3            | Miguel Illarramendi    | 255 episodios |
| 2019        | Los nuestros               | Telecinco           | Ray Izquierdo          | 2 episodios   |
| 2020 - 2021 | El Cid                     | Prime Video         | Escudero Lisardo       | 10 episodios  |
| 2021        | Besos al aire              | Disney+ / Telecinco | Nacho                  | 2 episodios   |
| 2021        | El tiempo que te doy       | Netflix             | Santi                  | 1 episodio    |
| 2022        | La última                  | Disney+             | Álex Ulloa             | 5 episodios   |
| 2024        | Una vida menos en Canarias | Antena 3            | Matías                 | 1 episodio    |